# Santa Iria (Serpa)
Santa Iria ist ein Dorf in der portugiesischen Region Alentejo, nahe der Kreisstadt Serpa. Der Ort gehört zur Kreisgemeinde (Freguesia) von Salvador e Santa Maria.
Das traditionelle Landarbeiterdorf mit wenigen Hundert Bewohnern ist von Abwanderung gekennzeichnet, verfügt aber weiterhin über ein gesellschaftliches Leben. So ist zwar die Grundschule geschlossen, es existiert hier aber weiterhin mit dem Centro Cultural de Santa Iria ein aktives Kultur- und Gemeindezentrum. Dort hat auch die lokale Mountainbike-Vereinigung Santa Iria Bike Team ihren Sitz, die in Santa Iria regelmäßig Wettbewerbe und Ausfahrten organisiert. Alljährlich um den 20. Oktober herum findet zudem mit der Festa de Santa Iria ein regional bekanntes Volksfest statt.

## Geschichte
Der Ort war mindestens seit dem 16. Jahrhundert eine eigenständige Gemeinde.
Im Zuge der Verwaltungsreform von 1936 wurde die Gemeinde Santa Iria aufgelöst und Salvador angegliedert.
Die deutsch-portugiesische Filmemacherin Lourdes Picareta porträtierte 2015 für das SWR Fernsehen in ihrem Film Meine Heimat Alentejo auch ihr Heimatdorf Santa Iria.

## Wirtschaft
Die Mehrzahl der Bewohner arbeitet in umliegenden Orten oder lebt von Altersrenten, Landwirtschaft wird hier häufig nur im Nebenerwerb betrieben.
Ein wichtiger Arbeitgeber in Santa Iria ist die von Schweizern betriebene Firma Risca Grande Lda., die hier hochwertiges Olivenöl für den weltweiten Fachhandel produziert. Sie begann die Produktion im Jahr 2000 auf dem gleichnamigen Landgut, das nach der überwiegend gescheiterten Landreform in den Jahren nach der Nelkenrevolution 1974 zum Verkauf stand, und betreibt hier biologisch-dynamische Landwirtschaft nach Demeter-Standard.